# دراگان اسکوچیچ
دراگان اسکوچیچ (کرواتی: Dragan Skočić؛ زادهٔ ۳ سپتامبر ۱۹۶۸) بازیکن سابق و سرمربی فوتبال اهل کرواسی است. وی اکنون سرمربی باشگاه فوتبال تراکتور است. او مربیگری را در سال ۲۰۰۴ در باشگاه فوتبال رییکا در لیگ دسته دوم کرواسی آغاز کرد. او در فوتبال باشگاهی ایران سابقهٔ سرمربیگری در تیم‌های ملوان، فولاد خوزستان، خونه به خونه، صنعت نفت آبادان و تراکتور را دارد. وی از بهمن ۱۳۹۸ تا شهریور ۱۴۰۱ هدایت تیم ملی فوتبال ایران را بر عهده داشت.

## دوران بازی
اسکوچیچ در دوران فوتبالی‌اش در کرواسی برای باشگاه فوتبال رییکا، در اسپانیا برای باشگاه‌های فوتبال لاس پالماس و کامپوستلا و در امارات متحده عربی برای اتحاد بازی کرد.
او اولین بازیکنی بود که از لیگ فوتبال کرواسی به خارج از کشور رفت و به بازی حرفه‌ای مشغول شد.

## دوران مربیگری
پس از پایان کار خود به عنوان بازیکن، اسکوچیچ به تکمیل دانش خود با شرکت در کلاس‌های مربیگری در آکادمی فوتبال کرواسی، دانشکده حرکت‌شناسی، دانشگاه زاگرب پرداخته و موفق به کسب دیپلم مربی‌گری یوفا-پرو و کارشناسی حرفه‌ای شد.

### رییکا کرواسی
دراگان کار مربیگری خود را در باشگاه فوتبال رییکا در لیگ دسته دوم کرواسی آغاز کرد و موفق را در جام حذفی کرواسی فصل ۲۰۰۶–۲۰۰۵ به خود اختصاص داد.

### اینتربلوک لیوبلیانا اسلوونی
در سال ۲۰۰۷ او سرمربی باشگاه اسلوونیایی اینتربلوک لیوبلیانا (به انگلیسی: Interblock Ljubljana) شد در حالی که این باشگاه در یک وضعیت دشوار در مقیاس لیگ بود.
تنها دو سال پس از تأسیس باشگاه و تحت هدایت اسکوچیچ، باشگاه نتایج برجسته در لیگ اول اسلوونی به دست آورد.
دراگان نه تنها با مدیریتش باعث ماندگاری این تیم در لیگ دسته اول شد، بلکه با این تیم به دو کاپ در فصل ۲۰۰۷/۲۰۰۸ هم دست یافت؛ جام اسلوونی و سوپر جام.

### العربی کویت
در فصل ۲۰۰۹–۲۰۱۰، اسکوچیچ از سوی مدیریت باشگاه العربی کویت به عنوان سرمربی این تیم متمول انتخاب شد.

### النصر عربستان
درخشش این مربی جوان در لیگ کویت باعث شد تا نظر تیم النصر عربستان به او جلب شود و این‌گونه بود که دراگان پس از کویت، در فصل ۲۰۱۰–۲۰۱۱، توسط باشگاه فوتبال النصر به خدمت درآمد تا در ریاض و یکی از باشگاه‌های فوتبال برجسته در جهان عرب به فعالیت مشغول شود.
وی در سال ۲۰۱۱ پس از شکست ناامید کننده ۴–۱ برابر تیم ذوب آهن در لیگ قهرمانان آسیا ۲۰۱۰ از سِمَت خود کنار گذاشته شد.

### بازگشت به رییکا کرواسی
در فصل ۲۰۱۱/۲۰۱۲، اسکوچیچ به وطنش بازگشت و بار دیگر هدایت باشگاه شهرش رییکا را بر عهده گرفت.

### ملوان بندر انزلی
در فصل ۲۰۱۳/۲۰۱۴، اسکوچیچ برای نخستین بار پا به فوتبال ایران نهاد و در ۲۶ مه ۲۰۱۳ نام او در رسانه‌ها به عنوان سرمربی تیم ملوان بندر انزلی اعلام شد. حضور او در این تیم با کسب عنوان هفتمی و یک عملکرد خوب همراه بود.اما در فصل ۲۰۱۴/۱۵ وی با کسب رتبه سیزدهم در ملوان از این تیم جدا شد.
وی در سال ۱۳۹۲ در مصاحبه‌ای اعلام کرده بود که علاقه‌مند است هدایت تیم ملی ایران را بر عهده بگیرد.

### فولاد خوزستان
فصل ۲۰۱۴/۲۰۱۵ و فصل بعد از آن، هدایت باشگاه فولاد خوزستان، را بر عهده داشت.

### خونه‌به‌خونه بابل
دراگان اسکوچیچ در نیم‌فصل دوم فصل ۹۷–۹۶ هدایت بابلی‌ها را در لیگ دسته اول و جام حذفی بر عهده داشت. این مربی با تیم خونه‌به‌خونه به دومی جام حذفی رسید و در فینال از استقلال شکست خورد همچنین در لیگ دسته اول موسوم به لیگ آزادگان از صعود به لیگ برتر بازماند.

### صنعت نفت آبادان
او سرمربی تیم صنعت نفت آبادان در کشور ایران بود و نتوانست در دوران حضور در این تیم عملکردی قابل قبول داشته باشد از نتایج ضعیف وی می توان به شکست ۵-۰ وی از استقلال در ورزشگاه آزادی اشاره کرد،اما سرانجام پس از کسب نتایج نامطلوب طی قراردادی دو طرفه از صنعت نفت آبادان جدا شد. اسکوچیچ پس از جدایی از تیم صنعت نفت با تصمیم فدراسیون به سرمربیگری تیم ملی ایران رسید.

### تیم ملی ایران
وی در ۱۷ بهمن ۱۳۹۸ به عنوان سرمربی تیم ملی ایران انتخاب شد. اسکوچیچ در ۱۵ مهر ۱۴۰۰ با برد مقابل امارات در مقدماتی جام جهانی ۲۰۲۲ قطر، توانست ۱۰ برد پیاپی با تیم ملی ایران را برای این تیم ثبت کند. وی همچنین در بهمن ۱۴۰۰ با صعود به جام جهانی ۲۰۲۲ توانست صعود ایران به این رقابت‌ها را رقم بزند.
او در ۲۰ تیر ۱۴۰۱ توسط کمیته فنی فدراسیون فوتبال ایران از سرمربیگری تیم ملی فوتبال ایران عزل شد؛ اما در ۲۶ تیر ۱۴۰۱ با تصمیم هیئت رئیسه فدراسیون فوتبال به عنوان سرمربی تیم ملی فوتبال ایران ابقا شد.
وی در نهایت در ۱۶ شهریور ۱۴۰۱ از سمتش برکنار شد.
بلافاصله بعد از برکناری وی با نظر مهدی تاج، کارلوس کی‌روش سرمربی  تیم ملی فوتبال ایران شد.
تراکتور تبریز
دراگان اسکوچیچ از 19 تیرماه 1403 رسما به عنوان سرمربی تیم تراکتور انتخاب شد. 
وی موفق شد به همراه تراکتور در دوره بیست و چهارم لیگ برتر ایران ،  قهرمان لیگ برتر 1403-04 ایران شود. این اولین قهرمانی تراکتور در لیگ برتر ایران بود. 

## آمارها

### آمار دوران بازی
| اطلاعات باشگاهی | اطلاعات باشگاهی | اطلاعات باشگاهی              | لیگ  | لیگ | جام حذفی          | جام حذفی          | سوپر جام                | سوپر جام                | قاره‌ای | قاره‌ای | مجموع | مجموع |
| فصل             | باشگاه          | دسته                         | بازی | گل  | بازی              | گل                | بازی                    | گل                      | بازی   | گل     | بازی  | گل    |
| یوگسلاوی        | یوگسلاوی        | یوگسلاوی                     | لیگ  | لیگ | جام حذفی یوگسلاوی | جام حذفی یوگسلاوی | سوپر جام یوگسلاوی       | سوپر جام یوگسلاوی       | یوفا   | یوفا   | مجموع | مجموع |
| --------------- | --------------- | ---------------------------- | ---- | --- | ----------------- | ----------------- | ----------------------- | ----------------------- | ------ | ------ | ----- | ----- |
| ۸۸–۱۹۸۷         | رییکا           | لیگ دسته اول فوتبال یوگسلاوی | ۰    | ۰   | ۰                 | ۰                 | –                       | –                       | -      | -      | ۰     | ۰     |
| ۸۹–۱۹۸۸         | رییکا           | لیگ دسته اول فوتبال یوگسلاوی | ۰    | ۰   | ۰                 | ۰                 | –                       | –                       | -      | -      | ۰     | ۰     |
| ۹۰–۱۹۸۹         | رییکا           | لیگ دسته اول فوتبال یوگسلاوی | ۱    | ۰   | ۰                 | ۰                 | –                       | –                       | -      | -      | ۱     | ۰     |
| ۹۱–۱۹۹۰         | رییکا           | لیگ دسته اول فوتبال یوگسلاوی | ۱۹   | ۲   | ۴                 | ۰                 | –                       | –                       | -      | -      | ۲۳    | ۲     |
| اسپانیا         | اسپانیا         | اسپانیا                      | لیگ  | لیگ | جام حذفی اسپانیا  | جام حذفی اسپانیا  | سوپر جام فوتبال اسپانیا | سوپر جام فوتبال اسپانیا | یوفا   | یوفا   | مجموع | مجموع |
| ۹۲–۱۹۹۱         | لاس پالماس      | سگوندا دیویسیون              | ۷    | ۰   | ۰                 | ۰                 | –                       | –                       | -      | -      | ۷     | ۰     |
| ۹۳–۱۹۹۲         | لاس پالماس      | سگوندا دیویسیون بی           | ۳۴   | ۶   | -                 | -                 | –                       | –                       | -      | -      | ۳۴    | ۶     |
| ۹۴–۱۹۹۳         | کامپوستلا       | سگوندا دیویسیون              | ۹    | ۰   | ۱                 | ۰                 | –                       | –                       | -      | -      | ۹     | ۰     |
| ۹۵–۱۹۹۴         | کامپوستلا       | لا لیگا                      | ۲    | ۰   | ۰                 | ۰                 | –                       | –                       | -      | -      | ۲     | ۰     |
| ۹۶–۱۹۹۵         | کامپوستلا       | لا لیگا                      | ۱    | ۰   | ۲                 | ۰                 | –                       | –                       | -      | -      | ۳     | ۰     |
| کرواسی          | کرواسی          | کرواسی                       | لیگ  | لیگ | جام کرواسی        | جام کرواسی        | سوپر جام فوتبال کرواسی  | سوپر جام فوتبال کرواسی  | یوفا   | یوفا   | مجموع | مجموع |
| ۹۶–۱۹۹۵         | رییکا           | لیگ فوتبال کرواسی            | ۲    | ۰   | ۱                 | ۰                 | –                       | –                       | -      | -      | ۳     | ۰     |
| مجموع           | مجموع           | مجموع                        | ۷۵   | ۸   | ۸                 | ۰                 | ۰                       | ۰                       | ۰      | ۰      | ۸۳    | ۸     |

### آمار سرمربیگری
تا تاریخ ۱ فوریه ۲۰۲۲
| تیم                 | از             | تا              | نتایج | نتایج | نتایج | نتایج | نتایج |
| تیم                 | از             | تا              | ب     | ب     | م     | ب     | پ %   |
| ------------------- | -------------- | --------------- | ----- | ----- | ----- | ----- | ----- |
| رییکا               | ۱ اکتبر ۲۰۰۵   | ۳۰ سپتامبر ۲۰۰۶ | ۳۶    | ۲۰    | ۵     | ۱۱    | ۰۵۶   |
| اینتربلوک لیوبلیانا | ۳ مارس ۲۰۰۷    | ۱ ژوئن ۲۰۰۸     | ۴۹    | ۲۰    | ۱۱    | ۱۸    | ۰۴۱   |
| العربی کویت         | ۱ اوت ۲۰۰۹     | ۳۰ ژوئن ۲۰۱۰    | ۳۶    | ۲۳    | ۹     | ۴     | ۰۶۴   |
| النصر               | ۱۱ ژانویه ۲۰۱۱ | ۲۶ مه ۲۰۱۱      | ۱۸    | ۸     | ۴     | ۶     | ۰۴۴   |
| رییکا               | ۱۹ مارس ۲۰۱۲   | ۳۰ آوریل ۲۰۱۲   | ۷     | ۱     | ۲     | ۴     | ۰۱۴   |
| ملوان انزلی         | ۲۸ مه ۲۰۱۳     | ۱۹ آوریل ۲۰۱۴   | ۲۹    | ۱۳    | ۶     | ۱۰    | ۰۴۵   |
| فولاد               | ۲۳ مه ۲۰۱۴     | ۳۰ ژوئن ۲۰۱۶    | ۶۹    | ۲۷    | ۱۸    | ۲۴    | ۰۳۹   |
| خونه به خونه        | ۱۷ ژانویه ۲۰۱۸ | ۱۲ اکتبر ۲۰۱۸   | ۲۳    | ۱۱    | ۶     | ۶     | ۰۴۸   |
| صنعت نفت            | ۲ ژوئیه ۲۰۱۹   | ۳ فوریه ۲۰۲۰    | ۱۹    | ۱۰    | ۶     | ۳     | ۰۵۳   |
| ایران               | ۶ فوریه ۲۰۲۰   | ۷ سپتامبر ۲۰۲۲  | ۱۸    | ۱۵    | ۱     | ۲     | ۰۸۳   |
| تراکتورسازی         | ۹ جولای ۲۰۲۳   | اکنون           |       |       |       |       |       |
| مجموع               | مجموع          | مجموع           | ۳۰۰   | ۱۴۵   | ۶۸    | ۸۷    | ۰۴۸   |

## افتخارات

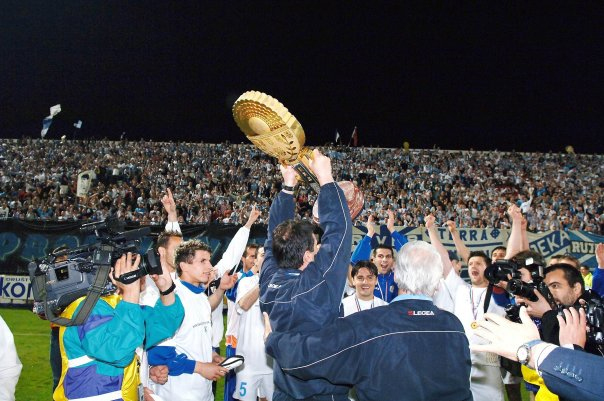
اسکوچیچ در جشن قهرمانی تیم فوتبال رییکا در جام کرواسی

### به عنوان بازیکن
باشگاه فوتبال لاس پالماس
- سگوندا دیویسیون بی: ۹۳–۱۹۹۲

باشگاه فوتبال کامپوستلا
- سگوندا دیویسیون: ۹۴–۱۹۹۳ (مقام سوم و صعود به لالیگا)

### به عنوان سرمربی
رییکا
- جام کرواسی: ۰۶–۲۰۰۵

اینتربلوک لیوبلیانا
- جام حذفی اسلوونی: ۰۸–۲۰۰۷
- سوپر جام اسلوونی: ۲۰۰۸

خونه به خونه بابل
- جام حذفی ایران: ۹۷–۱۳۹۶ (نایب قهرمان)

تیم ملی فوتبال ایران
- صعود به جام جهانی ۲۰۲۲

تراکتور
- لیگ برتر خلیج فارس: ۰۴-۱۴۰۳ (قهرمان)
- سوپر جام فوتبال ایران: ۱۴۰۴ (قهرمان)